# Eliza Adams Lifeboat Memorial

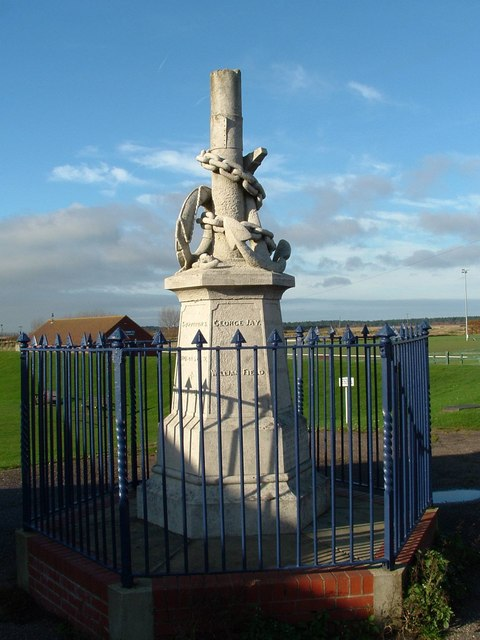

O Eliza Adams Lifeboat Memorial é um memorial listado como grau II em Wells-next-the-Sea, em Norfolk. O memorial comemora a morte de 11 membros da tripulação de um barco salva-vidas da RNLI, que morreram em 1880 quando uma onda virou o seu barco.